# Željko Čajkovski
Pour les articles homonymes, voir Čajkovski.
Željko Čajkovski (né le 5 mai 1925 à Zagreb et mort le 11 novembre 2016 à Munich), était un footballeur et entraîneur yougoslave et croate. À sa mort, il était le dernier survivant de l'équipe ayant participé à la coupe du monde 1950.

## Biographie
En tant qu'attaquant, Željko Čajkovski fut international yougoslave à 19 reprises (1947-1951) pour 12 buts.
Il participa aux Jeux olympiques de 1948. Titulaire dans tous les matchs, il inscrivit deux buts contre le Luxembourg, un contre la Turquie, et reçut un carton jaune en finale contre la Suède. Il remporta la médaille d'argent.
Il contribua à qualifier la Yougoslavie pour la Coupe du monde de football de 1950, en inscrivant dans les éliminatoires quatre buts (deux contre Israël et deux contre la France). Lors de la phase finale, il fut titulaire dans tous les matchs, et inscrivit deux buts (22e et 62e minute) contre le Mexique. Mais la Yougoslavie est éliminée au premier tour.
Il joua dans deux clubs yougoslaves (SR Hrvatska et Dinamo Zagreb) et deux clubs allemands (Werder Brême et 1.FC Nuremberg). Il remporta deux championnats yougoslaves et une coupe de Yougoslavie. Il fut même entraîneur de deux clubs allemands (SpVgg Fürth et Borussia Neunkirchen) mais il ne remporta rien.
Il a un frère, Zlatko Čajkovski, qui fut aussi footballeur et entraîneur du Bayern Munich notamment.

## Clubs

### En tant que joueur
- 1945 :  SR Hrvatska
- 1946-1956 :  Dinamo Zagreb
- 1956-1958 :  Werder Brême
- 1958-1959 :  1.FC Nuremberg

### En tant qu'entraîneur
- 1964-1966 :  SpVgg Fürth
- 1967-1968 :  Borussia Neunkirchen

## Palmarès
- Jeux olympiques
  - Médaille d'argent en 1948
- Championnat de Yougoslavie de football
  - Champion en 1948 et en 1954
  - Vice-champion en 1947 et en 1951
- Coupe de Yougoslavie de football
  - Vainqueur en 1951
  - Finaliste en 1950